# 傅漢章
傅漢章，安徽省泗州直隸州盱眙縣人，清朝政治人物、同進士出身。
光緒十二年（1886年），参加光緒丙戌科殿試，登進士三甲162名。同年五月，授大挑縣知县。